# Annakarin Thorburn
Annakarin Pepita Thorburn, född 27 juni 1980, är en spansk-svensk författare och översättare från spanska. Hon har även undervisat i litterär översättning vid Akademin Valand på Göteborgs universitet.

## Böcker
- 2013 – Jag biter i apelsiner, roman (Gilla böcker)

## Översättningar (urval)
- 2007 – Graciela Montes: Otroso (Bokförlaget Trasten)
- 2012 – Isaac Rosa: Den osynliga handen (Astor förlag)
- 2015 – Albert Espinosa: Den gula världen (Bazar förlag)
- 2015 – Isol: Minstingen (Alfabeta Bokförlag)
- 2016 – Martín Caparrós: Hunger (Natur & Kultur)
- 2018 – Valeria Luiselli: De tyngdlösa (Rámus förlag)
- 2019 – Virginia Higa: Vid familjebordet (Aska förlag)
- 2021 – Pilar Quintana: Tiken (Rámus förlag)